# クリティクス・チョイス・ムービー・アワード 音響賞
クリティクス・チョイス・ムービー・アワード 音響賞（クリティクス・チョイス・ムービー・アワード おんきょうしょう、Critics' Choice Movie Award for Best Sound）は、クリティクス・チョイス・アワードの賞の一つ。2009年から2011年にかけて選出された。

## 受賞結果

### 2000年代
2009年
- アバター
  - 第9地区
  - ハート・ロッカー
  - NINE
  - スター・トレック

### 2010年代
2010年
- インセプション
  - 127時間
  - ブラック・スワン
  - ソーシャル・ネットワーク
  - トイ・ストーリー3

2011年
- ハリー・ポッターと死の秘宝 PART2
  - ヒューゴの不思議な発明
  - SUPER8/スーパーエイト
  - ツリー・オブ・ライフ
  - 戦火の馬